# Seznam španskih skladateljev
Seznam španskih skladateljev.

## A
- Isaac Albeniz
- Alfonz X. Kastiljski
- Julián Arcas
- Juan Crisostomo de Arriaga

## B
- Ramon Barce
- Bernardo Bonezzi Nahón (1964–2012)
- Rafael Frühbeck de Burgos

## C
- Arturo Cardelús
- Pablo Casals
- Gaspar Cassadó

## D
- Luis Delgado (1956)
- Joaquín Díaz Muntané

## E
- Juan del Encina
- Hilarión Eslava
- Óscar Esplá

## F
- Manuel de Falla
- Enrique Fernández Arbós (1863–1939)
- Hernando Franco
- Jesús Franco
- José María Franco Bordóns

## G
- Carlos García (1914-2006)
- Manolo García
- Roberto Gerhard
- Gerard Gil
- Enrique Granados
- Francisco Guerrero

## I
- Alberto Iglesias (1955)
- Sebastian Iradier

## L
- Lluís Llach
- Paco de Lucía

## M
- Juan Manén
- Tomás Marco Aragón (1942)
- Vicente Martín y Soler
- Federico Mompou
- Manuel de Espinosa de los Monteros
- Ramón Montoya
- Xavier Montsalvatge
- Cristóbal Morales
- Santiago de Murcia

## N
- Juan de Navas
- Joaquín Nin-Culmell

## P
- Felipe Pedrell
- Alberto Posadas (1967)

## R
- Joaquín Rodrigo
- Joaquín Rodriguez

## S
- Pablo de Sarasate
- Jordi Savall i Bernadet
- Antonio Soler
- Fernando Sor

## T
- Francisco Tárrega
- Joaquín Turina

## V
- Joaquín Valverde
- Quinto Valverde
- Josep Maria Ventura i Casas - "Pep Ventura" (19. stol.)
- Tomás Luis de Victoria
- José Rafael Pascual Vilaplana